# Hermann-Dieter Bellut
Hermann-Dieter Bellut (* 4. Mai 1943 in Lingen) ist ein ehemaliger deutscher Fußballspieler. Bei Eintracht Frankfurt hat Bellut von 1967 bis 1969 in der Fußball-Bundesliga 47 Ligaspiele mit drei Toren absolviert.

## Karriere
Bellut begann seine Karriere beim SV Holthausen/Biene und dem SV Meppen. Zur Saison 1966/67 wechselte der Mittelfeldspieler zum VfL Wolfsburg in die zweitklassige Regionalliga Nord. Unter Trainer Imre Farkaszinski debütierte er am 14. August 1966, einem 6:3-Auswärtserfolg beim Bremer SV, in der Regionalliga. Angriffskollege Manfred Wuttich erzielte gegen den BSV vier Tore. Bellut spielte in Wolfsburg überwiegend als Mittelstürmer, obwohl er nicht als Torjäger an der Seite der Mitspieler wie Dieter Thun, Ernst Saalfrank und Fredi Rotermund auftrat. Diese Rolle hatten Wuttich mit 17 und Rotermund mit 13 Treffern inne. Am Rundenende belegte er mit dem VfL den 4. Rang und hatte alle 32 Ligaspiele (2 Tore) absolviert. Er bekam aus der Bundesliga von Eintracht Frankfurt zur Saison 1967/68 ein Angebot und wechselte an den Main.
Unter Trainer Elek Schwartz debütierte der Neuzugang aus Wolfsburg am 19. August 1967, einer 0:4-Auswärtsniederlage beim VfB Stuttgart, in der Bundesliga. Der vormalige Benfica Lissabon Trainer Schwartz favorisierte das 4-2-4-System und Bellut lief in Stuttgart an der Seite von Istvan Sztani im Eintracht-Mittelfeld auf. Für die Elf vom Riederwald lief es in der Hinrunde nicht gut, mit 14:20 Punkten verabschiedete man sich in die Weihnachtspause. Neben Bellut hatte sich die Eintracht auch noch mit Torhüter Hans Tilkowski, Rückkehrer Friedel Lutz und dem jungen Offensivspieler Bernd Hölzenbein verstärkt. In der Rückrunde verbesserte sich Frankfurt mit 38:30 Punkten auf den 6. Rang und Bellut hatte in sechs Spielen mitgewirkt. Neben der Bundesliga hatte Bellut aber auch noch Spielanteile im Alpenpokal, Messepokal (Nottingham Forest) und im DFB-Pokal am 27. Januar 1968 beim 2:1-Auswärtserfolg nach Verlängerung gegen den FC Schweinfurt 05. Der Sprung aus der Regionalliga Nord in die eingleisige Bundesliga hatte sich als schwierig erwiesen.
In seinem zweiten Jahr, 1968/69, gehörte er unter dem neuen Trainer Erich Ribbeck mit 27 Ligaeinsätzen und drei Toren der Stammbesetzung von Eintracht Frankfurt an. In dieser Runde sammelte er internationale Erfahrung im Messestädtepokal in den Spielen gegen Wacker Innsbruck, Juventus Turin und Atletico Bilbao und nahm auch mit der Eintracht an einer Mexico-Reise im Dezember 1968 teil. Am 4. Februar 1969 besiegten die Adlerträger im DFB-Pokal Borussia Dortmund mit 6:2 und Bellut zeichnete sich dabei als dreifacher Torschütze aus. Mit dem Spiel am 3. Mai 1970 beim Hamburger SV (1:5) beendete er nach drei Jahren mit 47 Bundesligaeinsätzen (3 Tore) seine Zeit bei Eintracht Frankfurt.
Zur Saison 1970/71 schloss er sich in der zweitklassigen Regionalliga Süd dem SC Opel Rüsselsheim an. Dort kam er an der Seite von Mitspielern wie Hans-Jürgen Oehlenschläger, Friedel Späth, Manfred Lucas, Peter Rübenach, Herbert Dörenberg und Gerhard Bopp zu 33 Einsätzen in der Regionalliga, in denen er zwei Tore schoss. 1972 stieg Bellut mit Rüsselsheim aus der Regionalliga Süd ab und beendete seine höherklassige Laufbahn.